# Flavio Sergio
Flavio Sergio (latino: Flavius Sergius; fl. 350) fu un console dell'Impero romano.
Sergio fu console prior nel 350, assieme a Flavio Nigriniano; è attestato anche in anni successivi al suo consolato.